# Rival Knights
Rival Knights, в русской локализации «Непобедимый Рыцарь», — компьютерная игра для мобильных устройств в жанре аркадного экшена, разработана французской студией Gameloft и выпущена 4 июня 2014 года на платформе Android и 5 июня того же года на iOS. Так же игра доступна для Windows Phone. Игра распространяется условно бесплатно через магазины приложений App Store и Google Play. На июнь 2014 года игра доступна на 15 языках, в числе которых английский, французский, немецкий, русский, турецкий, арабский, японский и другие языки.
Действие игры Rival Knights происходит в эпоху Средневековья, когда рыцарские турниры были любимым зрелищем для всех: от короля и феодальной знати до обычных крестьян. Задача игрока состоит в том, чтобы одержать победу над соперником в ходе поединка на ристалище. Слоган игры звучит как «A Clash Of Strength And Steel» и переводится «Песнь Силы и Стали».

## Игровой процесс
В Rival Knights реализована аркадная система игры, при которой игрок должен последовательно выполнять определённые действия для продвижения к победе. Основу игрового процесса составляют поединки с вымышленными (одиночный режим) и реальными (многопользовательский режим) персонажами. В игре 4 режима: схватка (основной режим, в котором игроку нужно сбросить соперника на землю и победить), тренировка (практика навыков на трёх уровнях сложности), Царь горы (небольшие турниры, состоящие из трёх поединков), Все или ничего (схватка, переиграть которую нельзя даже в случае поражения. Победив, можно получить крупные призы). В каждом поединке оцениваются три показателя: защита, сила и скорость. Победителем станет тот, кто продемонстрирует наилучшие показатели. Очки защиты зависят от прочности шлема и доспехов. Максимальная скорость рыцаря зависит в большей степени от скакуна, но разбег и умение держаться в седле также играет немаловажную роль. Для того, чтобы развить максимальную скорость, нужно нажать на экран один раз во время отсчёта времени. Сила зависит не только от того, насколько крепкое копьё выбрал игрок, но и от точности удара, твёрдости руки. Чтобы придать лошади максимальное ускорение на всех этапах разбега, следует нажимать на экран в тот момент, когда курсор перейдёт в зелёную зону.
При сближении противников в игре реализована идея замедления времени. В это время игроку важно попасть копьём в так называемое слабое место соперника. При точном попадании, соперник будет отправлен в нокаут, а игрок получит дополнительные очки славы и премиальные.

## Мультиплеер
Помимо одиночного, в игре присутствует многопользовательский режим, который представляет собой поединки с другими игроками по всему миру. За каждую победу над противником игроку начисляется определённое количество очков славы в виде фанфар и медали (Отличный старт, Высокая скорость, Отличный удар), а также золотые монеты. Монеты игрок может получить не только за сам турнир, но и за общее количество проведённых поединков. Таким же образом в сетевом режиме можно получить драгоценные камни, на которые впоследствии разрешается покупать красные и синие королевские печати. В случае превосходства над противником по всем трём параметрам (защита, скорость, нападение), засчитывается «нокаут» и даётся ещё +5 очков славы.

## Успех
Сразу после выхода, Rival Knights попала в Топ-10 магазинов App Store разных стран. В России и на Украине игра заняла первое место, продержавшись на вершине около недели. В США игра вошла в десятку лучших, достигнув 4 места в App Store и 2-го в Google Play. На родине игры, во Франции, Rival Knights достигла лишь 10-й строчки в App Store. За первую неделю через Google Play игра была загружена около 100 тысяч раз.